# 徐云志
徐云志（1901年—1978年12月17日），原名徐燮贤，艺名徐韵芝。苏州弹词演员，苏州弹词“徐调”创始人。曾任江苏省第三、四届政协委员，苏州市第一至第五届政协委员，民盟苏州市第四届委员，江苏省曲艺家协会主席等职。

## 生平
22岁时参加光裕社举行的会书，以一回《点秋香》成名。中华人民共和国成立后，徐云志参加了苏州评弹团。1978年12月17日凌晨因中风偏瘫离世。